# Vanpool
Vanpool é uma desenvolvedora japonesa de jogos eletrônicos, software de música, software de computador e brinquedos. Seus funcionários incluem Taro Kudou e Kazuyuki Kurashima, ambos que haviam trabalhado na desenvolvedora de jogos eletrônicos independente Love-de-Lic.

## Jogos
| Ano  | Título                                    | Plataformas            | Publicadora | Ref.        |
| ---- | ----------------------------------------- | ---------------------- | ----------- | ----------- |
| 2001 | Endonesia                                 | PlayStation 2          | Enix        | [ 2 ] [ 3 ] |
| 2002 | Coloball 2002                             | PlayStation 2          | Enterbrain  | [ 4 ]       |
| 2003 | Mario & Luigi: Superstar Saga             | Game Boy Advance       | Nintendo    |             |
| 2006 | Freshly-Picked Tingle's Rosy Rupeeland    | Nintendo DS            | Nintendo    | [ 5 ]       |
| 2007 | I am a Fish                               | Celulares              | Kemco       | [ 6 ]       |
| 2007 | Let's Yoga                                | Nintendo DS            | Konami      | [ 7 ]       |
| 2007 | Let's Pilates                             | Nintendo DS            | Konami      | [ 8 ]       |
| 2008 | Magician's Quest: Mysterious Times        | Nintendo DS            | Konami      |             |
| 2009 | Dekisugi Tingle Pack                      | Nintendo DSi (DSiWare) | Nintendo    |             |
| 2009 | Irodzuki Tingle no Koi no Balloon Trip    | Nintendo DS            | Nintendo    |             |
| 2009 | Little King's Story                       | Wii                    | Marvelous   |             |
| 2011 | Wii Play: Motion                          | Wii                    | Nintendo    | [ 9 ]       |
| 2012 | Dillon's Rolling Western                  | Nintendo 3DS           | Nintendo    | [ 10 ]      |
| 2012 | Paper Mario: Sticker Star                 | Nintendo 3DS           | Nintendo    | [ 11 ]      |
| 2013 | Dillon's Rolling Western: The Last Ranger | Nintendo 3DS           | Nintendo    | [ 12 ]      |
| 2015 | Chibi-Robo!: Zip Lash                     | Nintendo 3DS           | Nintendo    | [ 13 ]      |
| 2018 | Dillon's Dead-Heat Breakers               | Nintendo 3DS           | Nintendo    | [ 14 ]      |
| 2019 | Super Kirby Clash                         | Nintendo Switch        | Nintendo    | [ 15 ]      |
| 2020 | Kirby Fighters 2                          | Nintendo Switch        | Nintendo    | [ 15 ]      |